# Туранкулова, Дариха Туранкуловна
Дариха Туранкуловна Туранкулова (каз. Дариға Тұранқұлқызы Тұранқұлова; род. 22 февраля 1948, Бостанлыкский район, Ташкентская область, СССР) — советская и казахская актриса

, театральный педагог, профессор, заслуженный деятель Казахстана (2011).

## Биография
Родилась 22 февраля 1948 года в бывшем Бостандыкский район Южно-Казахстанской области ныне Ташкентская область.
В 1966 году поступила и 1970 году окончила с отличием актёрский факультет Казахской национальной консерватории им. Курмангазы по специальности «актерское кино и театральное искусство».
С 1970 года по настоящее время — профессор факультета театрального искусства и заведующий кафедрой «Сценическая речь» Казахской Национальной академии искусств имени Т. К. Жургенова (КазНАИ).

### Научные, литературные труды
- 1999 — учебник «Сценическая речь» каз. «Сахна тілі»
- 2001 — учебник «Көркемсөз оқу шеберлігі»
- 2003 — учебник «Сырлы сөз – сахна сәні»
- 2011 — учебник «Сценическая речь» каз. «Сахна тілі»
- 2016 — учебник «Сценическая речь» 4 том каз. «Сахна тілі»

## Награды и звания
- Указом Президента Республики Казахстан от 7 декабря 2011 года награждён почетным званием «Заслуженный деятель Республики Казахстан» за выдающиеся заслуги в педагогике казахского театрального искусства[1][2].
- Медаль «За трудовое отличие» (Казахстан) (2006 года)[3]
- Нагрудный знак «Почётный работник образования Республики Казахстан» (2008)
- Нагрудный знак «Отличник образования Республики Казахстан» (2000)
- Медаль «Ветеран труда» (1990)
- Медаль «25 лет независимости Республики Казахстан» (2016)
- Указом Президента Республики Казахстан от 5 декабря 2018 года награждён орденом «Курмет», за доблестный труд в педагогике казахского театрального искусства и общественную активность[4].